# آيت العاتي
آيت العاتي (باللغة الأمازيغية: ⴰⵢⵜ ⵍⵄⴰⵜⵉ)، فرقة موسيقية مغربية أمازيغية للطرب السوسي الشعبي.

## تاريخ الفرقة
انطلقت مجموعة آيت العاتي سنة 1972 بمنطقة المزار بالجماعة الحضرية لأيت ملول ولاية أكادير المملكة المغربية. أسسها الفنان المغربي الأمازيغي حسن العاتي المزداد سنة 1958، تخصصت الفرقة في أدائها فن وموسيقى المجموعات "تيروبا" إذ تعتبر من أوائل من ابتكر هذا الصنف الموسيقي بسوس، كما أنها أول من أبدع و ابتكر معزوفات وتقاسيم موسيقية على آلة القيثارة. بدأت الفرقة تحت إسم " الأحباب" ثم "امرجان" ليستقر الإسم في الأخير على "آيت العاتي"، الذي إختارته المجموعة كإسم لتبنيه للفرقة فالأعضاء هم إخوة في الأصل: حسن والحسين وعبدالله وإبراهيم العاتي ،وإلتحق بهم في الوقت الحاضر كل من عبد القادر ابن حسن وحمزة ابن عبد الله. تتميز موسيقى المجموعة بالايقاع السريع والعزف الموسيقي المتميز الذي يعتمد على الخفة والسرعة والإتقان والإنسجام بين الآلات الموسيقية الوترية كالبانجو والقيثارة ،والآلات التقليدية كالطام طام والبندير والناقوس. تعمدت المجموعة توظيف كأس زجاجية للعزف على الأوتار، والرقص فوق الخشبة، كما أن المجموعة تضبط جميع الأوزان والإيقاعات الموسيقية الشعبية التي تمتاز بها مناطق سوس ماسة خاصة والمغرب بشكل عام.

## التسمية
حددت المجموعة إسمها آيت العاتي في سبعينيات القرن الماضي بعد إلحاح جمهورها لكون الأعضاء إخوة، وعلى غرار ذلك فإن الإسم يحمل دلالة على القوة والصمود ،إذ أصبح الإسم محطة تأثير مجموعة من الفرق الموسيقية في الإقليم في الوقت الراهن.

## جوائز وتكريمات
حصلت الفرقة على جوائز ودروع وشواهد تكريمية عدة، احتفاء بمسارها الفني الكبير. نذكر من بينها:
- جائزة الإذاعة الأمازيغية بالرباط سنة 1989؛
- تكريم وإحتفاء خاص بمهرجان إموريك الروايس سنة 2014؛[4]
- درع تكريم من الجماعة الترابية لأيت ملول 2022؛
- درع تكريم من الجماعة الترابية للدشيرة الجهادية 2023؛
- درع تكريم وإحتفاء خاص بمهرجان سوس الدولي للفيلم القصير الدروة 15 سنة 2023؛[5]
- درع تكريم بمهرجان أكادير للمسرح الأمازيغي الدورة الأولى سنة 2017؛
- درع تكريم وإحتفاء خاص بمهرجان تيروبا الدورة الأولى سنة 2009؛
- درع تكريم من جمعية تليلت للمساعدة الطبية للفنانين سنة 2015؛

وأخرى.

## الإنتاجات الصوتية
للمجموعة 15 ألبوم غنائي رسمي منذ سنة 1984 الى الآن ،فقد تطرقت فيه المجموعة إلى أغلب القضايا المجتمعية المغربية. نذكر منها:
| إسم الألبوم                | سنة الإنتاج | المنتج                                                         |
| -------------------------- | ----------- | -------------------------------------------------------------- |
| بُوتَالْخَاتْمْتْ                 | 1984        | شركة صوت المعاريف                                              |
| أُودَادْ إِمُونْ دُوغَارَاسْ         | 1988        | شركة صوت النجوم                                                |
| آحْ آيمِينْتَانُوتْ              | 1989        | شركة صوت شالة                                                  |
| آنْمُونْ نْكِي دِيكْ              | 1990        | شركة صوت المعاريف                                              |
| آيِّهْ آتَالُّوبَانْتْ              | 1990        | شركة صوت المعاريف                                              |
| لَشْيَاخْ وَلاَ لَوْلِيَّا            | 1991        | شركة صوت المعاريف                                              |
| أَتَسَا صْبْرْ                   | 1991        | شركة صوت شتوكة                                                 |
| غِيلِّي دِيكَّا لْحَالْ إِكَّاتْ        | 1992        | شركة صوت المعاريف                                              |
| أَتْبِيرْ إِكُورْدْنْ (ألبوم مشترك) | 1994        | شركة أمود للموسيقى                                             |
| تِيفْرْخِينْ مَانْزَا تَاوْنْزَا       | 2001        | شركة أفراو كاسيط                                               |
| إِيِّهْ وَإِيِّهْ وَعَادْ آ لْحْنَّة       | 2002        | شركة أفراو كاسيط                                               |
| أَوَانَّا إِرَانْ آفُولْكِي          | 2004        | شركة أفراو كاسيط                                               |
| رْوَاحْ أ الزِّينْ رْوَاحْ          | 2004        | شركة أفراو كاسيط                                               |
| إِسْتُوفَامْتْ أَتَازْوِيتْ أَجِّيكْ      | 2006        | شركة أفراو كاسيط                                               |
| بُولاَرْيَاشْ أَلْبَازْ             | 2020        | جمعية مجموعة أيت العاتي للثقافة والفن + وزارة الثقافة المغربية |

بعض الأغاني المشهورة منها:
- إِسْتُوفَامْتْ أَتَازْوِيتْ أَجِّيكْ (كرم النحل)؛
- تِفْرْخِينْ مِانْزَا تَاوْنْزَا (جمال الغرة في النساء)؛
- إِيِّهْ وْإِيِّهْ وَعَادْ آلْحْنَّة (الحناء)؛
- نْضَالْبْ لْخِيرْ (نطلب الخير)؛
- رْوَاحْ أَ الزِّينْ رْوَاحْ (رافقيني يا جميلة)؛
- تْمِّيمْتْ أَ الدُّونِيتْ (الدنيا حلوة)؛
- مَانْ أَضَاضْ أُورْ تْرِيتْ (اختر من الوالدان من تريد)؛

## إنتاجات الفيديو كليب
- نْضَالْبْ لْخِيرْ سنة 1998 لشركة (aytma vision)؛
- نْضَالْبْ لْخِيرْ -مكرر- سنة 2012 لشركة (ayouz vision)؛[6]

## مشاركات وإقامات فنية
للفرقة مشاركات عديدة في مجموعة من المحافل المحلية والإقليمية والدولية نذكر من بينها الأهم منها، لاحصر:
- مهرجان تيميتار سنوات 2008 -2015 -2019؛[7]
- المهرجان الوطني لفن الروايس بالدشيرة سنة 2015-2018؛[8]
- مهرجان إنزكان للتسوق سنة 2019؛
- مهرجان الدشيرة للثقافات سنة 2018؛[9]
- مهرجان إملالن أورغ بماسة سنة 2017؛
- مهرجانات بيلماون بودماون؛
- مهرجان أركان بالكفيفات سنة 2019؛
- ملتقى تيكري بمدينة تيزنيت سنة 2016؛
- حفل إيض يناير بكليشي فرنسا سنة 2019؛
- حفل إيض يناير ببلجيكا سنة 2019؛

وغيرها من المشاركات الأخرى.